# Лейла Вазірі
Лейла Вазірі (англ. Leila Vaziri, 6 червня 1985) — американська плавчиня.
Чемпіонка світу з водних видів спорту 2007 року.